# Lithidium rubripes
Lithidium rubripes is een rechtvleugelig insect uit de familie Lithidiidae. De wetenschappelijke naam van deze soort werd voor het eerst geldig gepubliceerd in 1929 door Boris Petrovich Uvarov.